# Óscar González (ciclista)
Óscar González López (Támesis, Antioquia, 30 de octubre de 1948) es un exciclista de ruta colombiano, ganador del Clásico RCN en 1970.

## Palmarés
1969
- Clasificación de la montaña en la Vuelta al Táchira, más 1 etapa

1970
- Clásico RCN, más 1 etapa

1971
- 1 etapa del Clásico RCN
- Clasificación de la montaña en la Vuelta a Colombia, más 1 etapa

1972
- Vuelta al Valle del Cauca
- 1 etapa de la Vuelta a Colombia

1973
- Clasificación metas volantes en la Vuelta a Antioquia

1974
- Vuelta a Antioquia,[1] más clasificación por puntos y 1 etapa

## Equipos
- Pilsen Cervunión (1967-1968)
- Relojes Pierce (1970)
- Pilsen Cervunión (1970-1971)
- Postobón (1972-1974)